# Kaczkowo (powiat żniński)
Kaczkowo – wieś w Polsce położona w województwie kujawsko-pomorskim, w powiecie żnińskim, w gminie Żnin.
| Identyfikator miejscowości | Nazwa Miejscowości  | Rodzaj miejscowości |
| -------------------------- | ------------------- | ------------------- |
| 1037206                    | Huby pod Świątkowem | część wsi           |
| 1037212                    | Huby pod Tonowem    | część wsi           |
| 1037229                    | Huby pod Uścikowem  | część wsi           |
| 1037236                    | Słodzona            | część wsi           |

W latach 1975–1998 miejscowość należała administracyjnie do województwa bydgoskiego. Według Narodowego Spisu Powszechnego (III 2011 r.) liczyła 115 mieszkańców. Jest 35. co do wielkości miejscowością gminy Żnin.